# Josip Murn Aleksandrov
Josip Murn, noto con lo pseudonimo Aleksandrov (Lubiana, 4 marzo 1879 – Lubiana, 18 giugno 1901), è stato un poeta sloveno.

## Biografia
Nacque a Lubiana come figlio illegittimo di Marija Murn. La madre lo abbandonò presto per andare a servizio presso una famiglia di Trieste, da cui non tornò mai. Murn trascorse l'infanzia e l'adolescenza in grande povertà e nel 1895 si trasferì in una vecchia fabbrica di zucchero (cukrarna), in cui avevano trovato rifugio coloro che erano rimasti senza casa a causa del terremoto che colpì Lubiana nel 1895. Murn trascorse qui gran parte della sua vita e vi morì di tubercolosi nel 1901, nello stesso letto in cui due anni prima era morto il poeta sloveno Dragotin Kette.
Dal 1890 al 1898 frequentò il Ginnasio a Lubiana, ma non fu mai uno studente brillante preferendo lo studio delle lingue e la lettura alle materie scolastiche. Dopo l'esame di maturità si iscrisse grazie ad una borsa di studio alla facoltà di economia di Vienna, ma abbandonò ben presto gli studi che non gli confacevano. Dopo aver perso la borsa di studio si iscrisse a giurisprudenza a Praga, ma la tubercolosi lo costrinse a rimanere a Lubiana, dove visse fino alla morte. Per curarsi trascorse alcuni periodi in campagna, soprattutto nella valle del Vipacco, che ebbe un ruolo importante nelle sue poesie.